# 포티지 (펜실베이니아주)

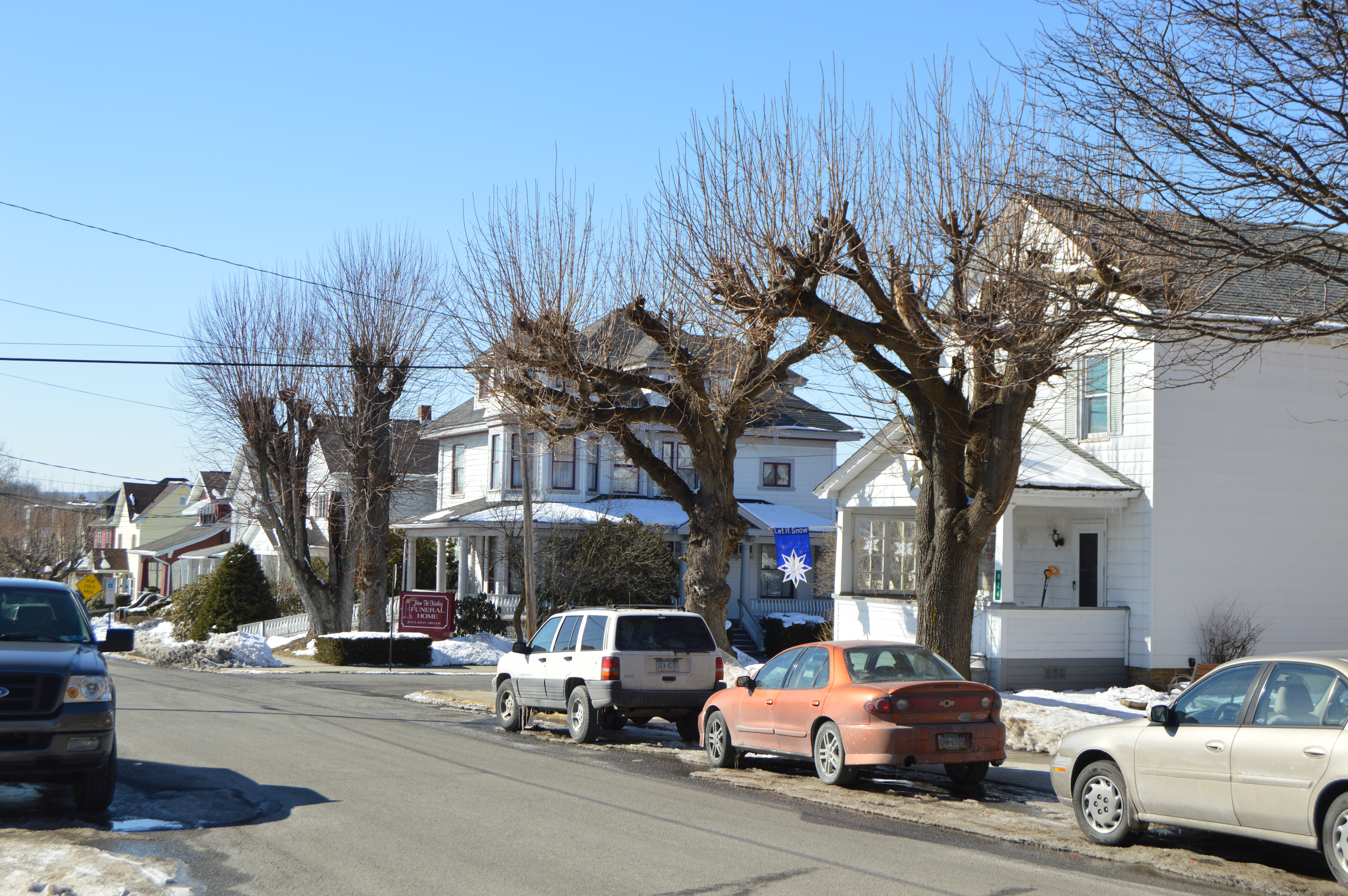

포티지(Portage)는 미국 펜실베이니아주 캠브리아군의 버러(borough)이다. 앨투나에서 남서쪽으로 35킬로미터 지점에 위치해 있다. 2010년 인구 조사 기준 인구 수는 2,638명이다.

## 인구
| 인구조사 | 인구  | Note | %±     |
| -------- | ----- | ---- | ------ |
| 1880년   | 274   |      | —      |
| 1890년   | 564   |      | 105.8% |
| 1900년   | 816   |      | 44.7%  |
| 1910년   | 2,954 |      | 262.0% |
| 1920년   | 4,804 |      | 62.6%  |
| 1930년   | 4,432 |      | −7.7%  |
| 1940년   | 4,123 |      | −7.0%  |
| 1950년   | 4,371 |      | 6.0%   |
| 1960년   | 3,933 |      | −10.0% |
| 1970년   | 4,151 |      | 5.5%   |
| 1980년   | 3,510 |      | −15.4% |
| 1990년   | 3,105 |      | −11.5% |
| 2000년   | 2,837 |      | −8.6%  |
| 2010년   | 2,638 |      | −7.0%  |
| 2020년   | 2,459 |      | −6.8%  |
| Sources: |       |      |        |